# Андерссон, Лена
Лена Андерссон (швед. Lena Marianne Andersson, род. 11 апреля 1955, Фритсала, Вестергётланд) — шведская певица. Исполняла баллады, песни в стиле фолк и кантри. Наибольшей известности достигла в 1970-е годы. В её репертуар входили песни, написанные участниками АББА Бьёрном Ульвеусом и Бенни Андерссоном. Также в качестве бэк-вокалистки принимала участие в кругосветном турне АББА и в фильме «ABBA: The Movie», рассказывающем об их выступлении в Австралии.

## Биография
Лена Андерссон в семилетнем возрасте переехала с родителями в Хальмстад, где и начала учиться в 1:а классе. В 12 лет она попробовала играть на гитаре, и решила что её голос лучше всего подходит для исполнения фолк-музыки в стиле Джоан Баэз и Джуди Коллинз. Она начала писать музыку и в декабре 1970 послала семь своих записей с гитарным аккомпанементом на радио в программу Янне Форселла «Så det kan bli». Когда песни Лены передавали по радио, их услышал Стиг Андерсон. В январе Лена со своим папой поехала в Стокгольм и поздним вечером в пятницу спела в прямом эфире программы «Midnight hour», и тогда же встретилась со Стигом Андерсоном, который предложил ей записать LP. Пластинка «Lena 15» вышла во время недели спортивных каникул 1971 года с участием гитариста Янне Шаффера и пианиста Яна Боквиста.
Лена впервые появилась на ТВ в 15 лет в апреле того же 1971 года в программе «Hylands hörna» с песней «Är det konstigt att man längtar bort nån gång» (песня «I’m gonna be a country girl again» Баффи Сент-Мари для которой Стиг Андерссон написал шведский текст). Песня заняла первое место в Svensktoppens и таким образом стала известна всей стране.
В том же году она провела турне по Швеции дав 79 концертов и выступая в парках. Пика популярности она достигла в начале 1970-х когда среди других исполнителей приняла участие в Melodifestivalen (шведский отборочный конкурс к Евровидению) 1972 года где заняла 3-е место с песней «Säg det med en sång». В 1972 году вышел LP на котором среди прочих были и две песни на японском языке, и в том же году вместе с Bjorn & Benny (тогда так называлась будущая АББА) приняла участие в «Tokyo musik festival» с песней «Better to have loved» и взяла первый приз. Некоторое время она выступала в качестве бэк-вокалистки с группой АББА, в частности, в фильме «ABBA — The Movie» (1977). В том же году она снова приняла участие в Melodifestivalen с мелодией «Det bästa som finns» (написанной Тедом и Кеннетом Гердестадом) и заняла 8-е место.
В конце 1980-х были выпущены пара поп-синглов, записанных вместе с гитаристом Ларсом Финбергом («Tonight», «Lay Baby Lay», «Build me up» (другое название «Inspiration»)). Ни один из них, впрочем, не стал популярным. Последним вышедшим диском (не считая сборников 1991 и 2002 годов) была «Tonight»/«Coming Through» выпущенный в 1983 году. В августе 1985 года на Мальорке Андерссон приняла христианство. Она переехала из Уппсалы в Смоланд в 1997 г. И работала с пианистом Магнусом Эклёфом с которым было выпущено много записей в следующие 4 года. В 2001 году (свой последний год жизни в Швеции) Лена Андерссон выступала вместе с Nizzan Jazzband в своём родном городе Хальмстаде.
26 мая 2001 года Лена вышла замуж за американца Тобе Хуббарда в Поскаллавикской церкви, и с тех пор носит фамилию Андерссон Хуббард. 22 августа 2001 года она переехала в США, в место находящееся в нескольких милях от Сан-Диего в Калифорнии. Сейчас Лена поёт госпел, баллады или джаз с религиозными текстами, кроме того участвует в христианских богослужениях как в качестве участницы хора, так и солистки. В апреле 2007 года она вместе с мужем переехала в город Терлок, после того как он получил там место пастора.

## Дискография
Синглы
- 1971 Är det konstigt att man längtar bort nån gång?
- 1971 Scarborough Fair
- 1971 Jag kommer
- 1971 Tom Tom käre vän
- 1972 Säg det med en sång
- 1972 Better to Have Loved (Than Never Loved at All)
- 1972 Sol, vind och vatten
- 1972 Söderjäntans söndag
- 1973 Hej du glada sommar
- 1974 — Hasta Mañana (на шведском)
- 1974 — SOS (на немецком)
- 1975 — Jag har väntat på dig
- 1976 — Fernando (на немецком)
- 1983 Tonight/Coming Through

Альбомы
- 1971 Lena, 15
- 1971 Lena
- 1972 12 nya visor
- 1977 Det bästa som finns
- 1991 Spotlight (samlings-CD)
- 2003 Musik vi minns (samlings-CD)